# Soudron

Soudron este o comună în departamentul Marne, Franța. În 2009 avea o populație de 308 de locuitori.